# Cesta bratří Čapků
Cesta bratří Čapků je turistická cesta spojující Pomezní Boudy s Trutnovem, Jestřebími horami, Malými Svatoňovicemi (rodiště Karla Čapka) a Úpicí. Je značená červeně. Její délka činí 47,5 km a tvoří převýšení 557 m. Trasa vede po dobře upravených cestách; je dobře schůdná v létě i v zimě na běžkách. V seznamu tras Klubu českých turistů nese číslo 0403.